# Plaxomicrus sikkimensis
Plaxomicrus sikkimensis là một loài bọ cánh cứng trong họ Cerambycidae.